# Coppa Intercontinentale 2019 (calcio a 5 femminile)
La Coppa Intercontinentale 2019 di calcio a 5 femminile è la 1ª edizione della competizione ufficiosamente riconosciuta dalla FIFA. La competizione si è giocata dall'8 al 23 giugno 2019.

## Squadre partecipanti
Tutte le nazioni che partecipano schierano una sola squadra, per un totale di 2 squadre.

### Lista
I club sono stati ordinati in base al ranking della nazionale.

| Rank | Squadra               |
| ---- | --------------------- |
| 1    | Leoas da Serra        |
| 2    | Atlético Navalcarnero |

Note
- (TH) – Squadra campione in carica
- (H) – Squadra ospitante

### Formula
Le 2 squadre si affrontano in una finale andata e ritorno, al termine degli incontri sarà dichiarata vincente le squadra che avrà ottenuto il maggior punteggio. In caso di parità al termine della gara si giocheranno due tempi supplementari di 5 minuti ciascuno. Qualora anche al termine di questi le squadre fossero in parità si procederà all'effettuazione dei tiri di rigore. In caso di vittoria di entrambe le squadre nelle due gare, durante la partita di ritorno si disputeranno due tempi supplementari ed eventuali rigori, senza tenere conto del numero totale di gol fatti.

## Risultati
| Squadra 1             | Totale          | Squadra 2      | Andata | Ritorno |
| --------------------- | --------------- | -------------- | ------ | ------- |
| Atlético Navalcarnero | 4 - 4 (1-2 dts) | Leõas da Serra | 3 - 1  | 1 - 3   |

### Andata
| Arbitro: | Carlos Múnez Carpintero |

|                                        |           |         |
| Ju Delgado 24’ María Sanz 35’ Gaby 36’ | Marcatori | 24’ Giy |

### Ritorno
| Arbitro: | Aneliza Meire Schulz |

|                                           |           |                     |
| Greice 3’, 24’ May 32’ Amandinha 44’, 45’ | Marcatori | 34’, 43’ María Sanz |